# Akshay Kumar
Akshay Kumar Bhatia (nacido el 9 de septiembre de 1967 como Rajiv Hari Om Bhatia) es un actor de cine, productor y artista marcial indio que ha aparecido en más de un centenar de películas hindi. Cuando comenzó su carrera como actor en la década de 1990, donde principalmente participó en las películas de acción y fue conocido sobre todo por sus apariciones en películas comúnmente llamadas la "Khiladi series", que incluía Khiladi (1992), Sabse Bada Khiladi (1995), Khiladiyon Ka Khiladi (1996), International Khiladi (1999), y Khiladi 420 (2000), así como otras películas de acción como Waqt Hamara Hai (1993), Mohra (1994), Elaan (1994) y Suhaag (1994).

## Vida personal

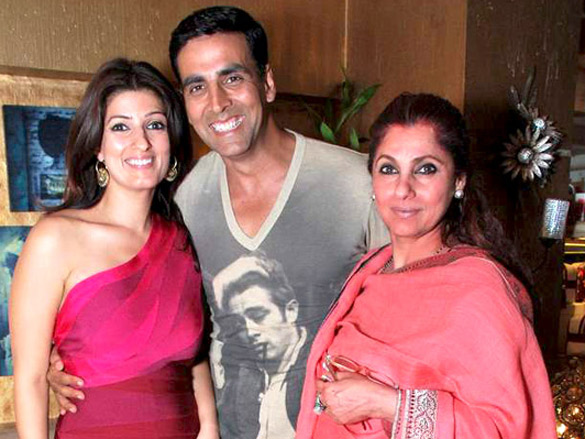
Akshay Kumar con su esposa Twinkle Khanna (izquierda) y su suegra la actriz Dimple Kapadia.

Akshay Kumar nació en Amritsar (Panyab, India). Su padre, Hari Om Bhatia, era un oficial del ejército. El nombre de su madre es Aruna Bhatia. Su abuelo era un shiv bhakt (shivaísta) o adepto de Shri Shiva y Devi Parvati, y le mostraba películas como Har Har Gange y Jai Santoshi Maa. Es hindú practicante y un shiv bhakt. Desde una edad muy temprana, fue reconocido como un artista intérprete o ejecutante, sobre todo como bailarín. Bhatia se crio en Chandni Chowk (barrio de Delhi) antes de trasladarse a Bombay.